# Riserva naturale Cropani - Micone

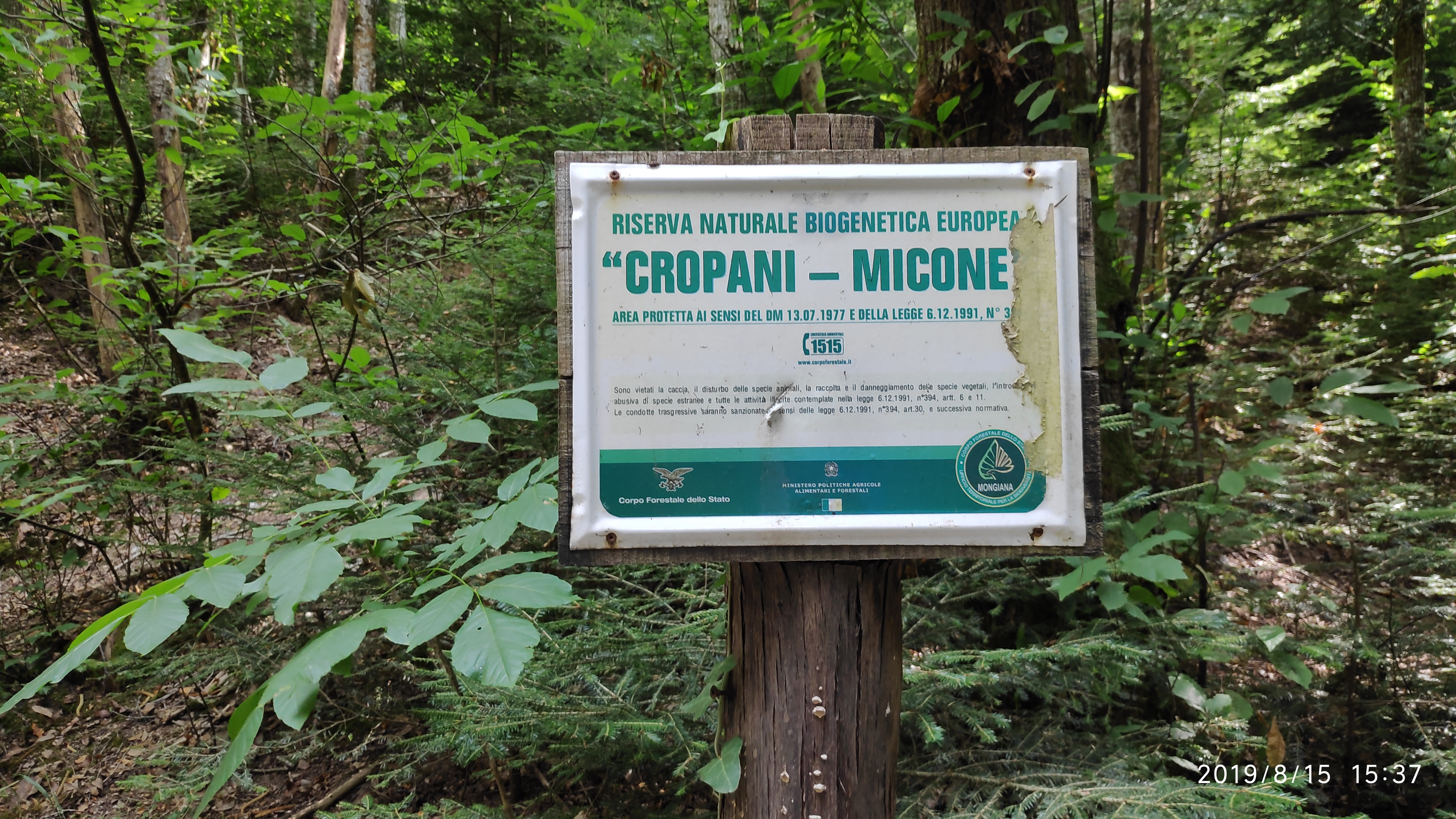
Cartello Riserva naturale Cropani-Micone

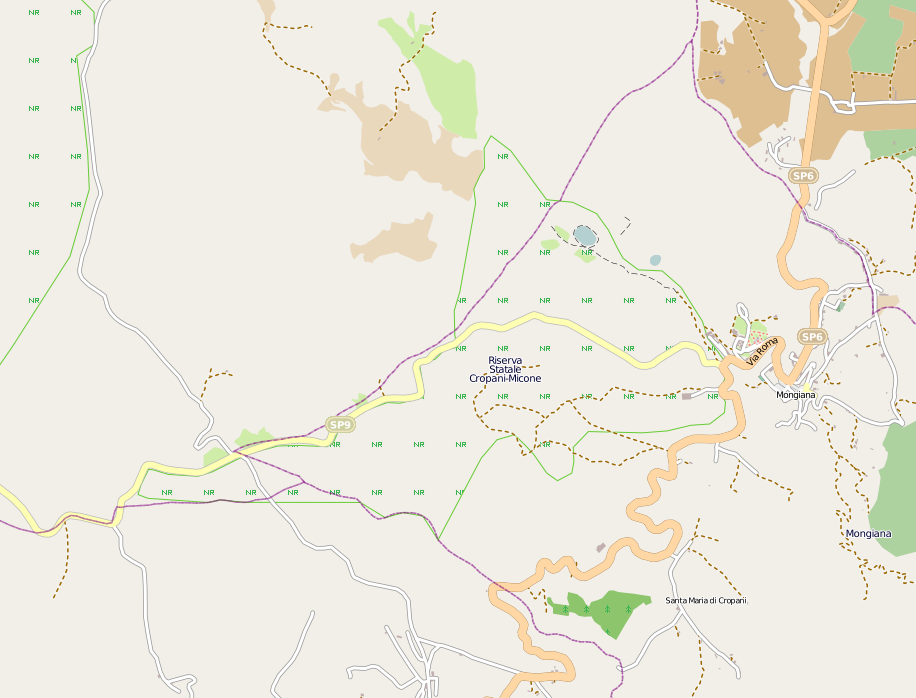
Area della Riserva (Open Street Map (2013)

La riserva naturale Cropani - Micone è un'area naturale protetta situata nei comuni di Mongiana e Arena, in provincia di Vibo Valentia. La riserva occupa una superficie di 235 ettari ed è stata istituita nel 1977.

## Storia
Il fondo Cropani-Micone entrò a far parte del pubblico demanio il 19 giugno 1918, venne acquistato per 85.000£ dal Cavaliere Alberto Carafa di Roccella. 
Fu adibito in parte a pascolo ed in parte per agricoltura e in misura minore per alberi da frutto: ciliegi e castagni.
Dal 1950. venne avviato un processo di rimboschimento, partendo dal vivaio di Villa Vittoria a Mongiana e dal 1952 da un vivaio in località Sandò. 
Il 13 luglio 1977 per Decreto ministeriale il bosco sperimentale Cropani Micone, di ha 235, nel comune di Mongiana, di proprietà dell’Azienda di Stato per le Foreste Demaniali, fu costituito in “Riserva Naturale Biogenetica”.

## Fauna
Tra i mammiferi sono presenti: il cinghiale, la puzzola, la donnola, il tasso, la lepre comune, la martora e la volpe. Tra gli uccelli: il tordo bottaccio, il falco cuculo, l'airone cenerino, il gufo comune, l'assiolo, la poiana, il colombaccio e il corvo imperiale.

## Flora
La vegetazione è composta dal castagno, il pino nero, l'ontano comune, il faggio e l'abete bianco. Il sottobosco è piuttosto eterogeneo.

## Territorio
La riserva viene identificata come facente parte della zona fitoclimatica del fagetum.
Si trova nei pressi del torrente Allaro tra 900 e 1200 metri di altezza.   
L'habitat tipico è il castagneto, la faggeta e l’abetina.
Nei pressi di Mongiana è facilmente raggiungibile il laghetto artificiale Sambuco realizzato negli anni '70 del XX secolo, nei dintorni sono state allestite delle aree pic nic, e da lì passa il sentiero che porta al Bosco di Santa Maria e quindi alsantuario di Santa Maria di Serra San Bruno. 

## Attività
Nella riserva è possibile praticare escursionismo: esistono 3 sentieri tra cui il Sentiero Frassati calabrese di 20km che prosegue al di fuori della riserva verso Serra San Bruno.
Si possono organizzare pic nic nelle aree adibite.